# 動作編排

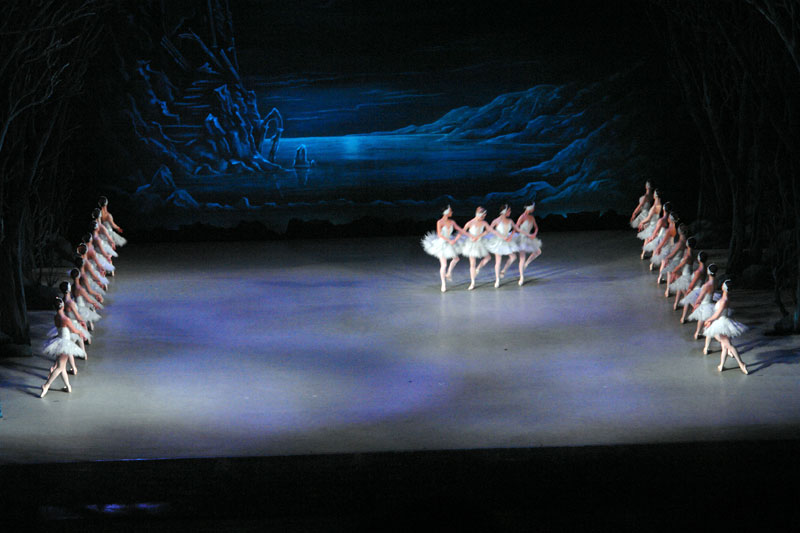
编排中的舞蹈

動作編排（Choreography）是設計指定運動或形式或兩者的物理物體運動順序的藝術或實踐。編排也可能涉及設計本身。編舞家是通過練習編舞藝術（稱為編舞的過程）創建編舞的人。編舞用於各種領域，包括芭蕾舞、歌劇、音樂劇院、啦啦隊、電影攝影、體操、時裝表演、滑冰、行進樂隊、合唱團、劇院、同步游泳、撲克、視頻遊戲製作和動畫藝術。

## 另見
- 剪輯

## 外部連結
- 维基共享资源上的相關多媒體資源：動作編排